# Porfirio del Castillo
General Porfirio del Castillo fue un militar y periodista mexicano que participó en la Revolución mexicana.

## Inicios
Nació en Cuayuca, Estado de Puebla, el 26 de febrero de 1884. Fueron sus padres Pascual Alejandro del Castillo y Elena Tobón. Realizó sus primeros estudios en Acatlán, Puebla. Estudió en la Escuela Normal de Puebla. En 1909 se afilió al antirreeleccionismo; fungió como segundo vicepresidente del Club Regeneración, dirigido por Aquiles Serdán, y tomó parte activa en la campaña maderista en 1910. Escribió artículos de oposición al régimen de Porfirio Díaz bajo el pseudónimo “Un miembro del Club Regeneración”, en México Nuevo y en el periódico tlaxcalteca La Nueva República; escribió también las crónicas de las manifestaciones maderistas en Puebla. En febrero de 1911 se incorporó al movimiento armado, operando en los distritos de Tepeji, Huejotzingo y Atlixco, Puebla; obtuvo el grado de coronel. Al triunfo del maderismo, se radicó en Tlaxcala donde continuó su labor periodística.

## Constitucionalismo
En marzo de 1913 volvió a levantarse en armas contra el régimen de Victoriano Huerta, operando en los estados de Puebla y Tlaxcala. En 1914, al tomar las fuerzas constitucionalistas del General Máximo Rojas la plaza de Tlaxcala fue designado secretario general del gobierno provisional de ese estado, cargo que volvió a ocupar varias veces por varios periodos. Se incorporó a la brigada “Regionales de Coahuila”, comandada por el General Alejo González con quién participó en la toma de Puebla y en la primera toma de la Ciudad de México, en febrero de 1915. El 16 de mayo de 1915 fue designado por Venustiano Carranza gobernador provisional de Tlaxcala, ya con el grado de General Brigadier, cargo que desempeñó por seis meses. 

## Política
En 1916 y 1917 fue diputado constituyente por el distrito de Chalchicomula, Puebla. Fue elegido diputado federal a la XXIX y XXX Legislaturas. En 1941 ocupó la Jefatura de Gobernación en el gobierno del estado de Hidalgo. Murió en 1957. 